# San Leucio
Sant Leucio és una frazione del municipi de Caserta, a la regió de Campània, al sud d'Itàlia. És més notable per a un complex desenvolupat al voltant d'una fàbrica de seda d'edat, inclosos en la llista de llocs Patrimoni de la Humanitat per la UNESCO el 1997.
Es troba a 3,5 km al nord-oest de Caserta, a 145 m sobre el nivell del mar.